# 横内美紗
横内 美紗（よこうち みさ、1988年7月24日 - ）は、フリーアナウンサー。

## 人物
- 青森県青森市生まれ、神奈川県横浜市育ち。ただし、0歳から5歳の時は新潟県新潟市に住んでいた。
- 身長 154cm、血液型 O型。
- 桜美林大学卒業。
- 第20期圭三塾出身。その後、学生時代は圭三プロダクションに所属していた。
- フジテレビのアナトレ出身である。
- 2011年4月に新潟総合テレビ(NST)にアナウンサーとして入社。
- 2011年5月9日、「NSTゴールデンニュース」でNSTに初出演を果たす。
- 趣味：カラオケ、お菓子作り、散歩、友人との長電話、DVD鑑賞、カフェ。
- 資格:英語検定準2級、漢字検定準2級。
- 友人には、元・新潟放送の森本晴香がいる[1]。
- 「大好き!にいがた!」大使として、2011年8月25日より退社までTwitterでの情報発信を行っていた。
- 2012年2月、「第28回FNSアナウンス大賞」にて、新人部門のアナウンス賞を受賞した[2]。
- 2016年12月、NSTを退社しフリーアナウンサーとなり、再び圭三プロダクションの所属となる。同時に長年MCを務めた情報番組『スマイルスタジアムNST』を降板[3]。

## 現在の担当番組
- FMヨコハマ ニュースアナウンサー（2016年 - ）
- 横内美紗のStory,Colorful Flower（FM-NIIGATA、2017年 - ）

## 過去の出演

### NST入社前
- J:COM横浜
  - 「はまっこアイ」あにまるまにあリポーター
  - 「横浜ツウ」リポーター
- テレビ朝日
  - 「お願い!ランキング」

### NST時代
- 「熱いぜ!にいがた芸人ラーメン部　〜至極の一杯 ここに集結〜」(2012年3月20日放送。お笑い芸人の中静祐介、バックスクリーンと共演。)
- わがまま!気まま!旅気分
  - まるごと越後の旅 春（NST、BSフジ共に2012年4月28日放送）
- 「TVウォッチング」（交代制）
- 「FNNスピーク」ローカルニュース&お天気キャスター（交代制）
- 「NSTスーパーニュース」（月 - 金）ローカルお天気キャスター（交代制）、ローカルレポーター
- 「NSTスーパーニュース」（土・日曜日）ローカルニュース＆お天気キャスター（交代制）
- 「産経テレニュースFNN」（日曜日）ローカルニュースキャスター（交代制）
- 「NSTゴールデンニュース 」（2011年5月9日 - 、交代制）
- 「イベントナビ」（交代制）
- 「スマイルスタジアムNST 」（2011年10月22日 - 2016年12月24日） - レギュラー出演